# Антонович Антоніна Кіндратівна
Антоні́на Кіндра́тівна Антоно́вич (Кале́нська-Юшке́вич) (до шлюбу — Черпа́к; нар. 24 квітня 1890 — пом. 20 травня 1976) — українська оперна співачка (меццо-сопрано).

## Життєпис
Антоніна Черпак народилася 24 квітня 1890 року у Києві.
Навчалася вокалу приватно у Києві у Валентини Кружиліної та Едмунда Седльницького. Закінчила Київську консерваторію. 
Із 1912 по 1918 рік — солістка Київської опери. Виконувала партії в опері Петербурзького народного дому, Одеському оперному театрі.
У 1918 році — емігрувала до Європи. Із 1919 року — жила у Франції. 
У 1926 році увійшла до складу трупи «Російської опери» Кирила Агреньова-Слов'янського. Дебютувала в опері «Борис Годунов» в ролі Мамки. Виступала в Російській приватній опері Марії Кузнєцової-Массне, Російській опері в Парижі (антреприза Олексія Церетелі), Російській опері і балеті Михайла Кашука.
Брала участь в музичних урочистостях і благодійних вечорах. Співала в оперних виставах за участю Шаляпіна в Барселоні (1927, 1929), Лондоні (1931), Парижі (1931, 1933, 1935). 
У 1936 році — виступала в «Українській опері» в Парижі, у постановці «Запорожця за Дунаєм» Семена Гулака-Артемовського (трупа поставила лише одну оперу — через фінансові труднощі колектив припинив своє існування). 
Брала участь у виставах і концертах Гуртка російських артистів-співаків, Об'єднання російських діячів літератури і мистецтв.
Партнерами на сцені були Марія Давидова, К. Кайданов, О. Карлова, А. Курганов, В. Нікольський, Федір Орешкевич, Федір Шаляпін, Георгій Поземковський та інші.
У 1945 році співала у вокальному квартеті «Лель». 
У 1940-1950-х роках давала сольні щорічні концерти в залі Gaveau в Парижі. 
Заснувала Спілку друзів мистецтва — щоб допомагати артистам. Керувала Спілкою, влаштовувала благодійні концерти (із 1952 по 1957 рік).
У 1959 році — нагороджена срібною медаллю Товариства просвіти і заохочення (за діяльність в галузі вокального мистецтва у Франції протягом 40 років).
Із 1965 року проживала в старечому будинку-пансіонаті в місті Кормей-ан-Парізі. На той час вже мала прізвище Каленська-Юшкевич. Виступала перед мешканцями пансіонату.
Померла 20 травня 1976 року у Кормей-ан-Парізі. Похована на цвинтарі Сент-Женев'єв-де-Буа регіону Іль-де-Франс.

## Партії
- Ольга («Євгеній Онєгін»);
- Наїна («Руслан і Людмила»);
- Поліна («Винова краля»);
- Мамка, Господарка корчми, Федір («Борис Годунов»);
- Власівна («Псков'янка»);
- Клеомеда («Лукреція»).